# Attavante degli Attavanti

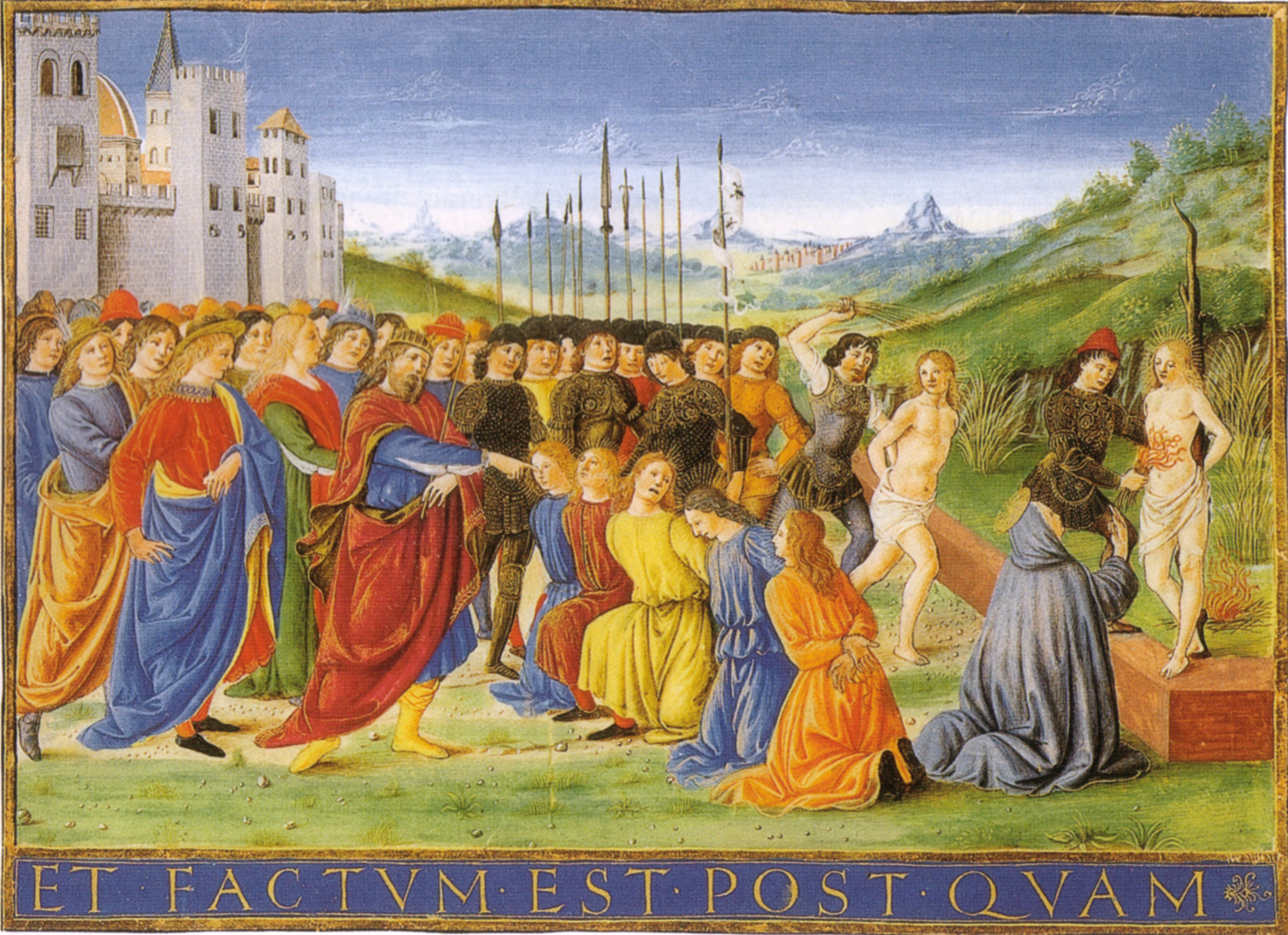
Marteldood van de zeven Hebreeuwse broers, Bibloteca Apostolica Vaticana, ca. 1450

Attavante degli Attavanti, ook Vante di Gabrielle di Vante (Castelfiorentino, 1452 - Firenze, 1520-1525) was een Italiaans miniaturist.

## Biografie
Attavante werd geboren in 1452 als de tweede zoon van Gabrielle di Vante di Francesco di Bartolo uit de kleine Florentijnse adel. Hij was gehuwd met Violante di Niccolò Berardi op Goede Vrijdag 1490, een Florentijnse maar geboren in Spanje. Violante overleed in 1494 en in februari 1495 trad Attavante voor een tweede keer in het huwelijk met Maria di Tomasso Uberti. Op 15 september 1495 werd de bruidsschat vastgelegd op 180 fiorini di sugello, een toen gebruikelijke munteenheid. Na de dood van zijn vader (na 1481) erft hij een derde van het huis in Castelfiorentino en van een boerderij in de parochie van St. Pieter in Pisanco (nu Pisangoli). Zijn broers Giovanni en Carlo krijgen ook elk een derde. Hij woonde in Firenze in de Via Fiesolana in de parochie van S. Pier Maggiore en in S. Maria a Montici, buiten Firenze, had hij een huis met een tuin in een gehucht dat al Belvedere genoemd werd.
De datum van zijn overlijden is niet met zekerheid vast te stellen, maar na 1514 is geen document over hem teruggevonden. Maar Levi d’Ancona meende nog zijn hand te herkennen in een Cerimoniale dei Vescovi, voorheen in de Spitzer-verzameling, gedateerd op 1520. In 1525 wordt hij vernoemd als overleden, vandaar dat voor zijn sterfjaar vermeldingen tussen 1517 en 1525 gevonden worden. Van de twee zoons uit zijn tweede huwelijk overleefde alleen Francesco hem. Met Francesco zal de naam uitsterven.

## Loopbaan als miniaturist

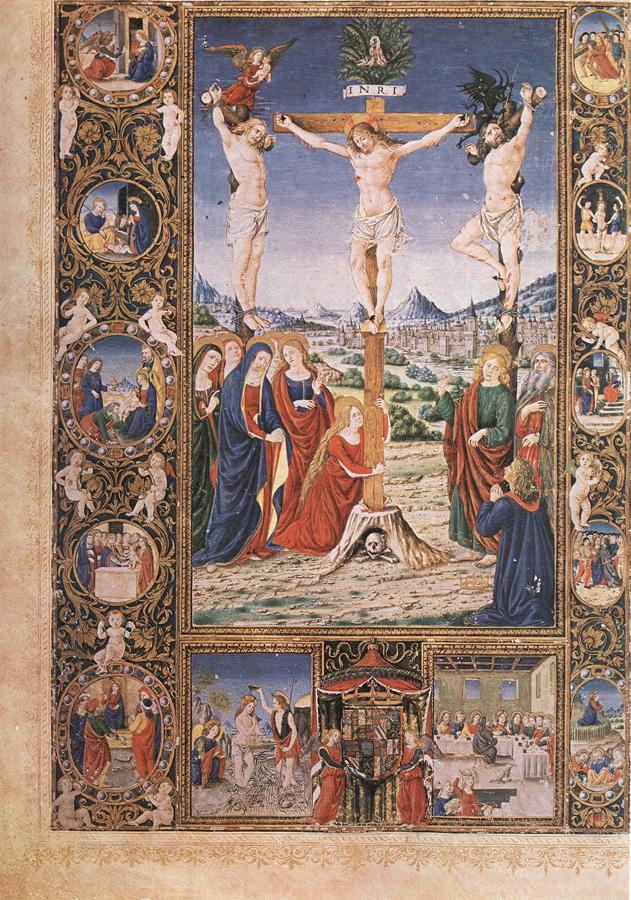
Missaal van Corvinus, Koninklijke Bibliotheek van België

### Opleiding
Hij was een leerling van Francesco di Antonio del Chierico in 1471-1472 en zou onder diens leiding gewerkt hebben aan het antiphonarium voor de kathedraal van Firenze (Florence, Bib. Medicea-Laurenziana, MS. Edili 148). Volgens d'Ancona kreeg hij zijn opleiding in het atelier van Verocchio hoewel zijn werk eerder trekken vertoont van Ghirlandaio, van Matteo Rosselli en van Antonio Pollaiolo zoals werd aangetoond door Toesea en Salmi. In zijn jeugdjaren heeft hij ook nog gewerkt in het atelier van Vespasiano da Bisticci, een Florentijnse boekhandelaar.

### Vroege periode
Hij werd al door zijn tijdgenoten geprezen als een groot miniaturist en hij werkte voor bekende opdrachtgevers zoals Federico da Montefeltro, hertog van Urbino, de Medici's onder meer voor Lorenzo I de' Medici en voor Giovanni de' Medici, de latere Paus Leo X. Hij werkte ook voor Matthias Corvinus koning van Hongarije, voor Johan II van Portugal en voor de boekhandelaar Vespasiano da Bisticci die de Europese markt met codici verlucht door Cherico, Gherardo en Monte di Giovanni del Fora, Attavante en vele anderen overspoelde en aan Cosimo de' Medici 200 handschriften leverde in twee jaar.
Voor Vespasiano da Bisticci werkte Attavante mee aan de Urbino Bijbel voor Federico da Montefeltro. Deze Bijbel werd geschreven door Hugues de Comminellis de Mazieres. De verluchting werd uitgevoerd door verschillende kunstenaars waarbij schilders, fresco schilders en miniaturisten tussen 1476 en 1478. De meeste miniaturen zijn van de hand van Francesco di Antonio del Chierico, de leermeester van Attavante, maar naast hem werkten ook Attavante, de meester van de Hamilton Xenophon, Francesco Rosselli, Biagio d'Antonio, Bartolomeo di Giovanni en de broers David en Domenico Ghirlandaio.

### Onafhankelijk atelier
In 1480 is hij gevestigd als gerenommeerd miniaturist en hij werkte samen met Domenico Ghirlandaio, de meester van de Hamilton Xenophon, Gerardo en Monte di Giovanni di Miniato del Foro en Boccardini. Voor de bisschop van Dol, Thomas James, illustreert hij een missaal in 1483 dat door hem gesigneerd werd ("Actavante de Actavantibus de Florentia hoc opus illuminavit A.D. Mcccclxxxiii"). Dit werk bevindt zich nu in Lyon. Uit twee brieven die hij hierover schreef in 1483 en 1484 blijkt het belang dat hij aan dit werk hechtte als zijn visitekaartje in het buitenland. Het is duidelijk dat hij omstreeks die tijd al een schare medewerkers rondom zich verzameld heeft, die in zijn stijl werken, en die hem zullen toelaten de grote bestellingen te honoreren die hij in de komende jaren zal moeten uitvoeren. Het is in 1485 dat hij voor Matthias Corvinus begon te werken.

### Matthias Corvinus
Attavante degli Attavanti was de eerste van de Florentijnse miniaturisten die voor Matthias Corvinus, de koning van Hongarije werkte. Uit onderzoek bleek dat, uit de tweede periode van de bibliotheek, 31 van de werken door de kunsthistorici worden toegeschreven aan het atelier van Attavante, waarvan hij er 18 zelf zou verlucht hebben. Verschillende van deze handschriften worden nu bewaard in Europese collecties zoals de Martianus Capella codex, met de bekende frontispice, in de Biblioteca Marciana in Venetië, een Breviarium Romanum dat zich bevindt in de Bibloteca Apostolica vaticana als Cod. Urb. Lat. 112 en in de Koninklijke Bibliotheek in Brussel het Missaal van Corvinus. Het missaal in Brussel kwam waarschijnlijk via Maria van Hongarije, weduwe van Lodewijk van Hongarije, in de Librije van Bourgondië terecht toen ze als landvoogdes naar de Nederlanden terugkeerde. Het handschrift bevat onder de miniatuur op folio 6 verso de tekst; “ACTAVANTES DE ACTAVANTIBUS DE FLORENTIA HOC OPUS ILLIMINAVIT A.D. MCCCCLXXXV.

### Johan II van Portugal, Manuel I van Portugal
Op 23 april 1494 tekent hij met Chimenti di Cipriano di Sernigi, met als getuigen Bartolomeo di Fruosino en Lorenzo di Filippo Baldi, het contract voor de verluchting van de monumentale zevendelige Bijbel "de los Jeronymos" voor koning Johan II van Portugal, aan dit werk zullen Gherardo en Monte del Fora en andere miniaturisten meewerken. Andere bronnen vermelden dit als een bestelling van Manuel I toen die nog hertog van Beja en kroonprins was, maar de bestelling situeert zich alleszins onder de regering van Johan II terwijl de uitvoering grotendeels gebeurde na de dood van Johan II onder de regering van Manuel I. De Bijbel bevat het wapen van Rainha Dona Leonor de echtgenote van Johan II en de zus van Manuel I wat sommigen dan weer doet veronderstellen dat dit een geschenk zou kunnen zijn van Dona Leonor aan haar broer. Er wordt ook geschreven dat paus Leo X de boeken zou geschonken hebben aan Manuel. Vast staat dat deze Bijbel door Manuel I bij testament werd nagelaten aan het Jerónimos-klooster van Belem.

### Stijlkenmerken
De stijl van Attavante is typisch voor de Renaissance. Hij gebruikt sarcofagen, colonnades, antieke cameeën, bustes, medaillons, putti en allegorische figuren om de marges van zijn miniaturen te versieren. Zijn frontispices zijn meestal architecturale composities lijkend op een altaar waar in het tabernakel de titel van het boek geschreven wordt. In de medaillons en bas-reliëfs die hij schildert aarzelt hij niet om recente kunstwerken te kopiëren. Zo vindt men in het missaal van Lyon in de miniatuur van de Gerechtigheid werk van Fra Angelico terug en bij de miniatuur van de kruisiging een kopie van het Doopsel van Christus dat kort voordien door Verocchio was gemaakt en waaraan ook Leonardo da Vinci had gewerkt.

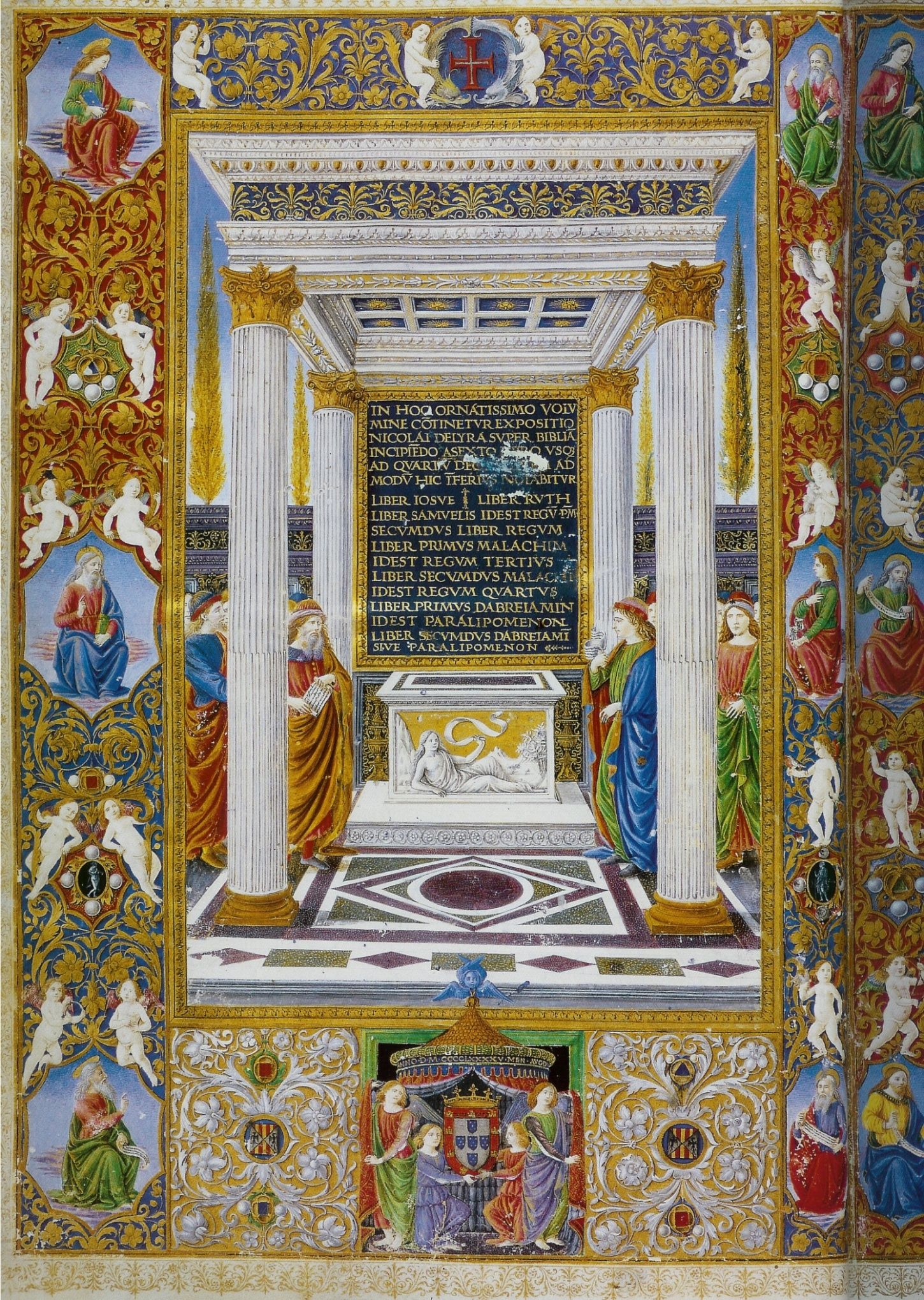
Hiëronymus Bijbel

## Bewaarde werken
Hierbij een lijst van werken toegeschreven aan Attavante en zijn atelier of aan Attavante en anderen. De lijst van de werken van Attavante werd in 1962 opgesteld door d’Ancona, ze is enorm en het laatste woord over de toewijzingen aan Attavante is zeker nog niet gezegd.
- Urbino Bijbel: Rome, Biblioteca Apostolica Vaticana, Mss. Urb. Lat. 1 e Urb. Lat. 2
- Missaal van Thomas James 1483: Lyon, Bibliothèque municipale, Ms. 5123
- Missaal van Corvinus 1485: Brussel, Koninklijke Bibliotheek ms9008
- Codex Heroica, Philostratus, frontispice, 1487-90: Budapest, National Széchényi Library
- De nuptiis Mercurii et Philologiae, et de septem Artibus liberalibus, Marziano Capella: Venetië, Biblioteca Marciana
- Breviarium Romanum 1487-1492: Rome, Bibloteca Apostolica Vaticana, Cod. Urb. Lat. 112
- Hiëronimus Bijbel: Belem, Arquivo Nacional da Torre do Tombo PT/TT/MSMB/A/L73
- Liber Musices (1484-1492): Milaan, Biblioteca Trivulziana ms. 2146
- Getijdenboek van Laudomia de’Medici (1502-1517): Mediateca di Palazzo Medici Riccardi
- Getijdenboek, Firenze ca. 1490: Cambridge, Fitzwilliam Museum, MS 154, fols. 13v-14
- Manuscript over polyfonie: Firenze, Biblioteca Medicea-Laurenziana MS Acquisti e doni 666
- Giovanni Boccaccio, Elegia di Madonna Fiammetta, privécollectie
- Getijdenboek: New York, Pierpont Morgan Library, MS M.14
- Breviarium in Psalmos, Hiëronimus ca. 1489, BnF, ms. latin 16839
- Sermones, Massimo di Torino, 1489: BnF, ms. latin 1767
- Cosmographia, Ptolomaeus, 1474 en 1485-1490: BnF, ms. latin 8834
- Boethius Opera Omnia 1475-1485: British Library
- Symbolum fidei, Registrum epistolarum, Homiliae in Evangelia, Gregorius Magnus ca.1513”: Firenze, Biblioteca Medicea Laurenziana, Pl. XVIII 3
- Anima pellegrina, Tommaso Sardi (Florence 1457-1517) ca. 1513 Roma, Biblioteca dell'Accademia Nazionale dei Lincei e Corsiniana